# Sàuron

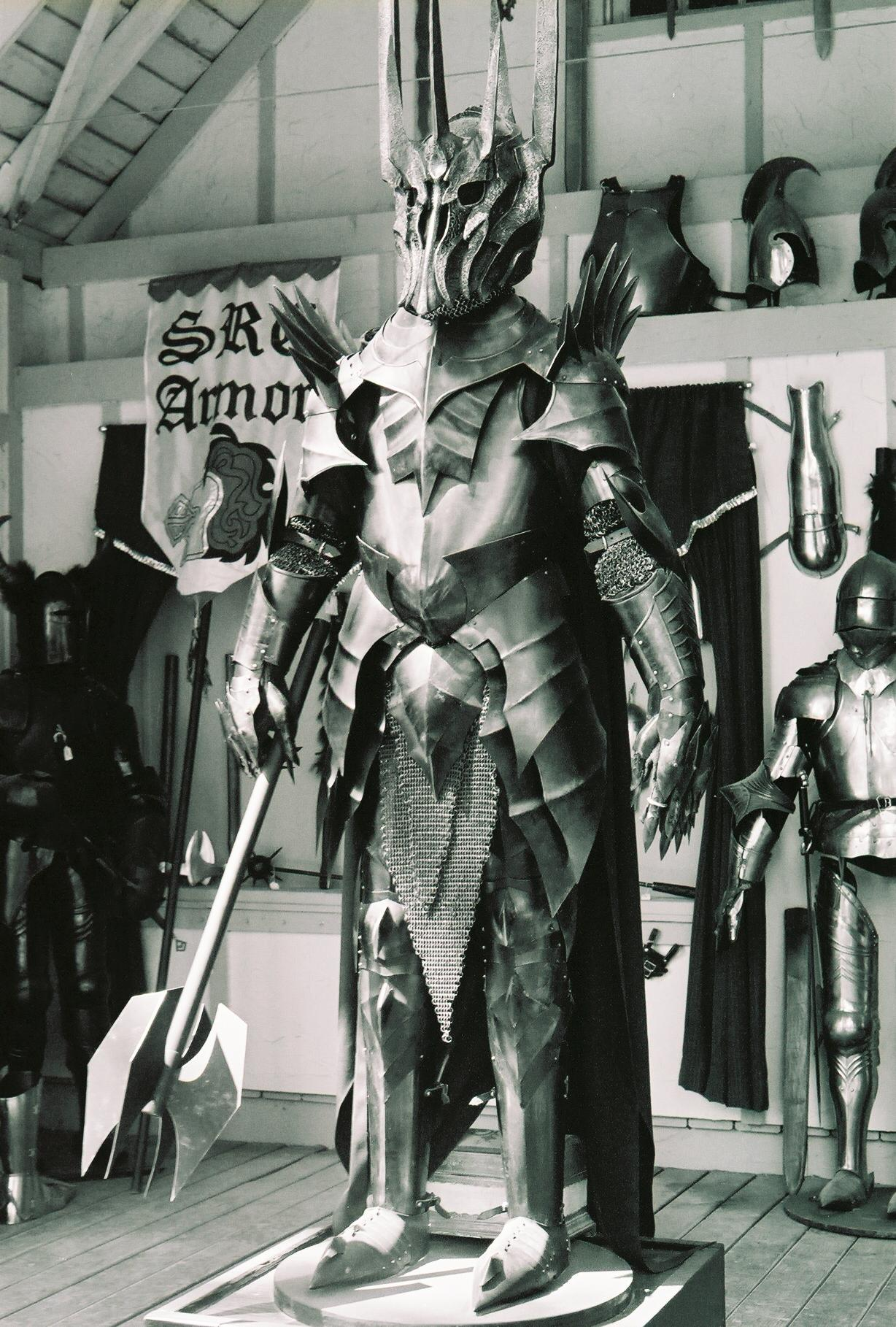
Rèplica de l'armadura de Sàuron.

Sàuron és un personatge fictici de l'univers de la Terra Mitjana de J.R.R. Tolkien. Un dels seus títols és el que dona nom a la novel·la d'El Senyor dels Anells, en la qual els protagonistes de la història lluiten per derrocar-lo. També apareix com el lloctinent en cap del Senyor Fosc Mórgoth a El Silmaríl·lion, i és al·ludit a El Hòbbit com El Nigromant. Sàuron és un Senyor Fosc. També participa en l'Akallabêth, on enganya els humans.

## Història
Sàuron romandria a la Terra Mitjana per més de 16.000 anys, molt més que tots els seus principals enemics, excepte potser Círdan el Fuster de Vaixells. Com abans s'esmenta, Sàuron és un Ainur, un dels Maiar, comptat entre el seguici d'Aulë, el ferrer, pel qual tenia alts coneixements en aquest camp. Però Sàuron també tenia molts altres poders: el poder de canviar la seva forma a la qual volgués, poder que va utilitzar per enganyar els nóldor més d'una vegada i els homes de Númenor.
També podia manejar els esperits menors i invocar-los (d'allà pot ser el nom de Nigromant o Bruixot), i també podia cridar esperits malignes i posar-los dins de criatures monstruoses (d'on treu el nom de Senyor dels Licàntrops; ell mateix es va transformar una vegada en un llop terrible). Podia crear il·lusions en les persones de ment feble, entre molts altres poders. Des que és corromput, Sàuron es converteix en el més temut dels servidors de Mórgoth, i es diu que és possible que Sàuron fos dels més poderosos entre els Maiar. Sabem, tanmateix, pels escrits de l'autor que Sàuron temia profundament Melian la Maia, esposa de Thíngol, i mai no es va atrevir a desafiar-la.

### Primera Edat
Durant els primers dies, abans que els poderosos Vàlar entressin al reialme d'Arda, Sàuron era un dels esperits anomenats Maiar. Era el més poderós dels servents dels Aulë, el ferrer, un dels Vàlar que havien de dirigir el món. Però aviat Sàuron va ser pervertit pel Senyor Fosc Melkor (que més tard seria conegut com a Mórgoth), un esperit maligne del mateix ordre que els Vàlar. Sàuron mateix es va corrompre i va servir Mórgoth fidelment. Fins i tot després que Mórgoth fos vençut i expulsat dels confins del món, Sàuron va continuar promovent o imposant als homes l'adoració a Mórgoth i a ell mateix com si fossin déus. Però mentre el desig de Mórgoth era el control o la destrucció de la mateixa matèria d'Arda, el que Sàuron volia era dominar les voluntats de les criatures.
Durant la Primera Edat, els elfs nóldor van deixar el Reialme Benaventurat de Vàlinor a l'extrem occidental (en contra del consell dels Vàlar) per tal d'emprendre una guerra contra Mórgoth, que havia robat els preciosos Silmarils. En aquella guerra, Sàuron va servir com lloctinent en cap de Mórgoth. Tan sols Gòthmog, el Senyor dels Bàlrogs, l'igualava en rang. Conegut com a Gòrthaur el Cruel, Sàuron era en aquell temps un mestre de les il·lusions i els canvis de forma i entre els seus servents s'hi trobaven homes llops i vampirs. Quan Mórgoth va abandonar la fortalesa d'Àngband per corrompre els homes (que s'acabaven de «despertar»), Sàuron va dirigir la guerra contra els elfs. Va conquerir l'illa èlfica de Tol Sírion, que a partir d'aleshores fou coneguda com a Tol-in-Gàuroth, l'Illa dels Homes Llop.
Deu anys més tard, Fínrod Felagund, rei de Nargothrond i antic senyor de Tol Sírion, va morir defensant Beren el Manc a les masmorres de Tol-in-Gàuroth. Poc després Lúthien i Huan el Gos Llop van vèncer Sàuron i van rescatar a Beren. Després de la seva derrota davant d'una dona, Sàuron intervingué poc en els fets de la Primera Edat (s'amagava de Mórgoth), i després que el seu mestre fos vençut i expulsat pels Vàlar, Sàuron va aparentar penedir-se i demanà clemència. Però mai no va tornar a l'Oest per sotmetre's a judici i s'amagà a la Terra Mitjana.

### Segona Edat

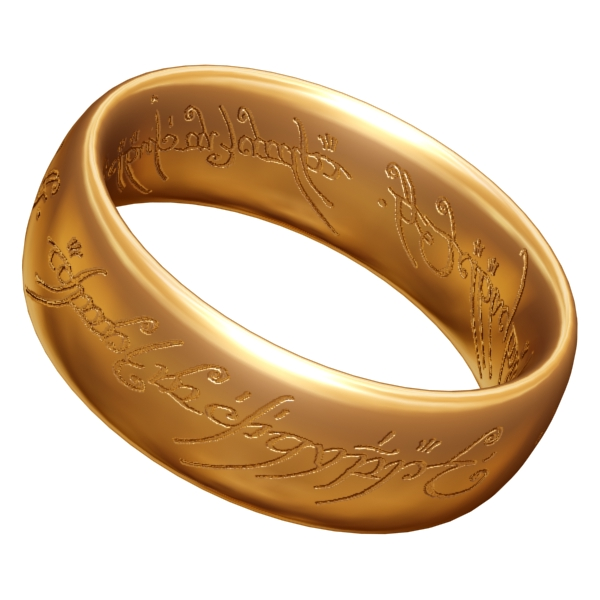
Dibuix de l'Anell Únic d'en Sàuron.

A la Segona Edat, després d'haver estat amagat i inactiu durant un miler d'anys, Sàuron reapareix. Prenent una forma de falsa bellesa, i sota el nom d'Ànnatar, "El Senyor dels Dons", va fer amistat amb els ferrers èlfics d'Erégion i els va aconsellar en les arts i la màgia. No tots els elfs confiaven en ell, especialment la Senyora Galàdriel i el Rei Elf Guil-Galad, però pocs els van escoltar.
Seguint les indicacions de Sàuron, els elfs van forjar els Anells de Poder i els van donar als líders dels Elfs, dels Homes i dels Nans. Però, en secret, Sàuron també havia forjat un Anell mestre als focs del volcà el Mont del Fat, a Mórdor. Aquest "Anell per manar-los a tots" tenia el poder de subjugar els altres anells i els seus portadors a la voluntat de Sàuron. Tanmateix, els anells eren objectes extremament poderosos i per aconseguir el seu propòsit Sàuron va haver de dipositar gran part del seu poder original a l'Anell Únic. Es tractava d'un pas arriscat: qualsevol que fos prou poderós per prendre l'Anell a Sàuron obtindria el seu propi poder i, si l'Anell fos mai destruït, Sàuron quedaria incapacitat per sempre més.
En el moment en què Sàuron es va posar l'Anell únic i intentà dominar els Elfs, aquests se n'adonaren immediatament i es van treure els anells. Sàuron va respondre amb la força militar, iniciant la Guerra entre els elfs i Sàuron, i va conquerir gran part de les terres a l'oest del riu Ànduin. Va ser l'inici dels Anys Foscos; però els Tres Anells, que el ferrer èlfic Celebrímbor havia forjat tot sol sense la intervenció de Sàuron, van mantenir-se fora del seu abast.
En aquest temps, Sàuron va començar a ser conegut com El Senyor Fosc de Mórdor. Va aixecar Bàrad-dûr, la Torre Fosca, no gaire lluny del Mont del Fat, i va construir la Porta Negra de Mórdor. Va repartir els Set i els Nou Anells entre els Senyors dels Nans i els Reis dels Homes respectivament. Els Nans van resultar ser massa obstinats per poder ser corromputs, però els homes van caure esclavitzats i van passar a ser els Nazgûl, els espectres de l'anell, els seus servents més temuts. També va aconseguir controlar criatures que havien servit Mórgoth durant la Primera Edat i que encara estaven vives a la segona edat, com ara els orcs, els ogres i altres criatures. Alhora, Sàuron va recuperar el control sobre la majoria dels homes que vivien a l'est i al sud, presentant-se davant seu com una figura divina, per això, durant la Segona Edat, també va atorgar-se els títols de "Senyor de la Terra" i "Rei dels Homes".
Aquest fet va ofendre els Númenóreans, els poderosos homes descendents de les tres cases dels Edain que vivien a l'illa de Númenor, al mar entre la Terra Mitjana i Vàlinor. Els orgullosos Númenóreans es van alçar en armes i es van presentar a la Terra Mitjana amb un gran exèrcit davant del qual les forces de Sàuron van fugir. Veient que no podia vèncer per la força, Sàuron va deixar que el rei Ar-Pharazôn se l'endugués com a ostatge a Númenor. Allà, en poc temps, va passar de ser un presoner a ser un conseller: va convertir la majoria dels Númenóreans al culte de Mórgoth i va fer alçar un gran temple on es realitzaven sacrificis humans. Al final va convèncer el rei per rebel·lar-se contra els Vàlar i atacar la mateixa Vàlinor. Aleshores, Eru (el Déu del llegendari de Tolkien) va intervenir directament. Númenor va ser enfonsada sota el mar i la gran armada Númenóreana destruïda. A causa de la inundació una part de la terra mitjana es va enfonsar. El cos de Sàuron també va perdre's amb l'illa i el seu esperit va fugir altre cop a Mórdor per assumir una nova forma i tornar a aplegar les forces, si bé mai més no va poder prendre les belles formes amb què havia seduït els Elfs i els Númenóreans. D'aleshores ençà, només va poder governar mitjançant el terror i l'ús de la força.
Els pocs Númenóreans fidels que havien pogut escapar de l'enfonsament van fundar els regnes de Góndor i Àrnor a la Terra Mitjana. Aquests homes fidels, liderats per Eléndil i els seus fills, van formar l'Última Aliança dels Elfs i els Homes amb el Rei Elf Guil-Galad per lluitar contra Sàuron. L'Aliança va obtenir una gran victòria a la plana de Dàgorlad i va envair Mórdor, posant setge a Bàrad-dûr durant set anys. El fill petit d'Elèndil, Anàrion, va ser occit per una pedra llançada des Bàrad-Dûr abans que Sàuron fos forçat a sortir de la seva torre i enfrontar-se en combat singular. Va ser vençut per Guil-Galad i Eléndil, tot i que tots dos van morir, i l'espasa d'Elèndil, Nàrsil, es va trencar quan ell va caure. Isíldur, l'únic fill d'Elèndil que quedava amb vida, va tallar l'Anell Únic del dit de Sàuron amb un dels fragments de Nàrsil. Amb la pèrdua de l'Anell Sàuron va esvanir-se i el seu esperit va fugir a amagar-se. Així va acabar la Segona Edat.
Èlrond, l'herald de Guil-Galad, va insistir Isíldur que destruís l'Anell llançant-lo als focs en què s'havia forjat, però aquest va refusar per poder quedar-se'l. Dos anys més tard, mentre Isíldur es dirigia cap a Rivendell, el seu grup va ser emboscat, per una banda, d'orcs. Isíldur es va posar l'Anell i va intentar fugir nedant per l'Ànduin, però l'Anell va relliscar del seu dit i, en fer-se visible als orcs novament, va ser abatut per les fletxes. L'Anell es va perdre a les aigües del riu durant més de dos mil anys.

### Tercera Edat
Durant la Tercera Edat, en el període en què transcorre El Hòbbit, Sàuron va alçar-se un altre cop, en una fortalesa anomenada Dol Gúldur, el Turó de la Bruixeria, al sud del Bosc Llobregós, si bé al principi els elfs no el van reconèixer. Gàndalf el mag va entrar a Dol Gúldur i va descobrir la veritat i, un cop en va tenir coneixement el Consell Blanc dels Mags i els Elfs, van combinar les forces per expulsar Sàuron del Bosc Llobregós. Tanmateix, en aquest moment Sàuron ja havia recuperat part del seu poder, fins al punt que era capaç de tornar a estendre la seva voluntat per la Terra Mitjana i la forma metafísica de l'Ull de Sàuron, que era com el seu poder i atenció eren percebuts, va esdevenir la seva ensenya heràldica i un símbol de terror i opressió. Després de l'expulsió de Dol Gúldur, Sàuron va tornar a Mórdor on va fortificar Bàrad-dûr. En previsió d'una guerra definitiva contra els homes i els elfs va fer criar immensos exèrcits d'orcs, augmentant-los amb homes de l'est i del sud que havia sotmès al seu servei.
Al principi del període cobert per El Senyor dels Anells, el mag Gàndalf va descobrir que l'Anell ha estat trobat. Va anar a demanar consell a Sàruman el Blanc, líder del Consell dels Mags, però Sàruman havia estat seduït per Sàuron a través de l'ús del Palantir que posseïa, si bé Sàruman també desitjava l'Anell per a ell mateix. Gàndalf va ser el seu presoner durant un temps, però va aconseguir escapar amb l'ajut de l'àguila gegant Gwàihir. Mentrestant, a través de la captura i tortura de l'anterior portador de l'Anell Gòl·lum, Sàuron va descobrir que l'Anell Únic havia estat trobat per un hòbbit anomenat Bilbo Saquet. Sàuron va enviar els Espectres de l'Anell a La Comarca, la terra de Bilbo, on descobriren que tant Bilbo com el seu nebot, Frodo Saquet, havien marxat. Aconsellats per Gàndalf, i d'amagat de Sàuron, Frodo i els seus amics s'havien dirigit amb l'Anell al refugi èlfic de Rivendell. Allà, el mig-elf Èlrond va convocar un alt consell en què els pobles de la Terra Mitjana discutissin sobre la crisi i decidissin una línia d'acció. El Consell va determinar que l'Anell s'havia de destruir, i Frodo va integrar-se a la Germandat de l'Anell, acceptant la missió del Consell de destruir l'Anell per sempre llençant-lo als focs del Mont del Fat, al cor de Mórdor.
Fent veure que actuava en nom de Sàuron, Sàruman va aixecar un vast exèrcit i va envair Ròhan, però gràcies a la intervenció de Gàndalf i els arbres humanoides de Fàngorn, els ents, els exèrcits de Sàruman van ser vençuts i la seva fortalesa a Ísengard presa. Poc després, Gàndalf el desposseïa dels seus poders. Durant aquesta confrontació entre Sàruman i Gàndalf, el Palantir d'Òrthanc va caure a les mans de la Germandat. Àragorn, l'hereu d'Ísildur i legítim propietari del palantir, va ser capaç d'usar-lo i presentar-se a Sàuron intentant distreure'l prou temps per a permetre que Frodo arribés al Mont del Fat per destruir l'Anell. Àragorn va fer creure a Sàuron que tenia l'Anell, i per això va atacar els homes abans del que havia planejat enviant un exèrcit a Mines Tirith, comandat pel seu servent més poderós, el temut Rei bruixot d'Àngmar.
Es lliurà una batalla davant les portes de la Ciutat Blanca, que va rebre el nom de la Batalla dels Camps de Pélennor. Tot i que el Rei Bruixot i el seu exèrcit va ser destruït, les forces de l'Oestat van veure's molt debilitades i Sàuron encara tenia exèrcits suficients a la reserva per assegurar la seva victòria militar. Però va ser enganyat un altre cop, ja que seguint l'estratègia de Gàndalf els capitans de l'oest van marxar cap a les portes de Mórdor en una altra acció per distreure el Senyor Fosc prou temps perquè Frodo pogués arribar al Mont del Fat.
La batalla anava molt malament per l'Oest mentre Frodo s'esforçava per assolir el seu objectiu, però un cop al capdamunt del Mont del Fat va ser incapaç de resistir-se al poder de l'Anell i se'l va posar al dit reclamant-lo per a ell. En aquest moment, Sàuron va descobrir la veritat i va girar la vista envers el Mont del Fat, enviant els Espectres de l'Anell per capturar-lo. L'intent desesperat no va tenir èxit. Gòl·lum va atacar Frodo i va arrancar d'una mossegada l'Anell del dit de Frodo, però mentre es delectava d'haver obtingut l'Anell va perdre l'equilibri i va caure amb ell a les flames.
Amb la destrucció de l'Anell, el poder de Sàuron es va trencar immediatament i la seva forma corpòria acabà destruïda. El seu esperit va enfilar-se al cel de Mórdor com un núvol negre, que es va dissoldre per un vent vingut des de l'Oest. Bàrad-Dûr va esblenar-se i Sàuron va quedar incapacitat per sempre més de prendre forma física o d'actuar de forma efectiva a la Terra Mitjana. Amb ell, es diu que Sàuron es converteix en alguna cosa menys que un lleu vent maligne, i el seu poder es desfà i s'esfuma de totes les cantonades del món. Es diu que Sàuron tornarà al final dels temps a la Dagor Dagorath, lluitant al costat de Morgoth i sense necessitat de recórrer a l'Anell Únic. En aquesta batalla Sàuron trobarà el seu final, igual que el seu mestre.